# Unione Sportiva Codogno 1930-1931
Questa pagina raccoglie i dati riguardanti l'Unione Sportiva Codogno nelle competizioni ufficiali della stagione 1930-1931.

## Rosa
Rosa:
| N. |                   | Ruolo | Calciatore           |
| -- | ----------------- | ----- | -------------------- |
|    | Italia (bandiera) | D     | Angelo Arcari (II)   |
|    | Italia (bandiera) | C     | Bruno Arcari (IV)    |
|    | Italia (bandiera) | P     | Mario Ardemagni      |
|    | Italia (bandiera) | C     | Erminio Belloni      |
|    | Italia (bandiera) | D     | Lucio Beltrami       |
|    | Italia (bandiera) | C     | Rinaldo Bodini       |
|    | Italia (bandiera) | A     | Napoleone Brizzolari |
|    | Italia (bandiera) | D     | Luigi Calzati        |
|    | Italia (bandiera) | A     | Antonio Cassoni      |
|    | Italia (bandiera) | A     | Luigi Cigolini       |

| N. |                   | Ruolo | Calciatore            |
| -- | ----------------- | ----- | --------------------- |
|    | Italia (bandiera) | D     | Giovanni Dragoni (II) |
|    | Italia (bandiera) | D     | Osvaldo Dragoni (I)   |
|    | Italia (bandiera) | C     | Carlo Gelera          |
|    | Italia (bandiera) | C     | Giuseppe Lombardini   |
|    | Italia (bandiera) | A     | Cornelio Marchini     |
|    | Italia (bandiera) | A     | Alessandro Mazzoletti |
|    | Italia (bandiera) | D     | Antonio Mazzoletti    |
|    | Italia (bandiera) | A     | Giuseppe Pagani       |
|    | Italia (bandiera) | A     | Guido Randa           |
|    | Italia (bandiera) | C     | Angelo Rossoni        |